# Fabiana Udenio
Fabiana Udenio, född 21 december 1964 i Buenos Aires, är en argentinsk skådespelare.
Udenio har bland annat medverkat i TV-serierna Amazon (1999-2000) och FUBAR från 2023. Hon har även medverkat i filmen Austin Powers - Hemlig internationell agent från 1997.

## Filmografi (i urval)
- 1997: Austin Powers - Hemlig internationell agent
- 1999–2000: Amazon
- 2023: FUBAR